# Gordon Banks
 Gordon Banks, angleški nogometaš, * 30. december 1937, Sheffield, Anglija, Združeno kraljestvo, † 12. februar 2019.
Banks je kariero začel v klubu Chesterfield, večji del kariere pa je branil za kluba Leicester City in Stoke City v prvi angleški ligi. Z Leicestrom je osvojil ligaški pokal leta 1964, s Stokom pa leta 1972. Ob koncu kariere je igral za več ameriških klubov.
Za angleško reprezentanco je nastopil na svetovnih prvenstvih v letih 1962, 1966 in 1970 ter Evropskem prvenstvu 1968. Z reprezentanco je leta 1966 osvojil naslov svetovnega prvaka.
Leta 2002 je bil sprejet v Angleški nogometni hram slavnih, leta 2004 ga je Pelé imenoval med 125 najboljših tedaj še živečih nogometašev.